# Matej Pátak
Matej Pátak (Dolný Kubín, 8 de junho de 1990) é um voleibolista profissional eslovaco, jogador posição ponta, representante Eslováquia.

## Títulos
Clubes
Campeonato da Eslováquia:
- 2011, 2013
- 2012

Taça Eslovaca:
- 2013

Taça Challenge:
- 2017

Campeonato da França:
- 2017[2]
- 2019